# Arslankaya, Malazgirt
Arslankaya là một xã thuộc huyện Malazgirt, tỉnh Muş, Thổ Nhĩ Kỳ. Dân số thời điểm năm 2011 là 965 người.